# صهيب الباري
صهيب قسم الباري (مواليد 1979 في أم درمان، السودان -) مخرج أفلام سوداني، حاز جائزة مجلة فارايتي الأمريكية كأفضل موهبة عربية في 2019، ضمن فعاليات الدورة الثالثة لمهرجان الجونة السينمائي، عن فيلمه الحديث عن الأشجار والذي حاز بدوره جائزة النجمة الذهبية لأفضل فيلم تسجيلي في نفس الدورة، كما حاز نفس الفيلم جائزتين بالدورة الـ 69 لمهرجان برلين السينمائي الدولي (فبراير 2019)، وهما جائزة أفضل فيلم وثائقي، وجائزة اختيار الجمهور.

## روابط خارجية
- صهيب الباري على موقع IMDb (الإنجليزية)
- صهيب الباري على موقع ألو سيني (الفرنسية)
- صهيب الباري على موقع قاعدة بيانات الفيلم (الإنجليزية)